# Brachionycha atossa
Brachionycha atossa är en fjärilsart som beskrevs av Edward P. Wiltshire 1941. Brachionycha atossa ingår i släktet Brachionycha och familjen nattflyn. Inga underarter finns listade i Catalogue of Life.